# Câu lạc bộ bóng chuyền nữ Ninh Bình
Câu lạc bộ bóng chuyền nữ Ninh Bình (tên gắn với nhà tài trợ hiện tại là LP Bank Ninh Bình) là một câu lạc bộ bóng chuyền nữ chuyên nghiệp ở tỉnh Ninh Bình, Việt Nam. Đội nữ Ninh Bình bắt đầu thi đấu ở Giải vô địch bóng chuyền quốc gia Việt Nam từ năm 2021 và đã liên tục được lọt vào bán kết với đỉnh cao là chức vô địch năm 2023. Cùng với đội bóng chuyền nam Ninh Bình, đội bóng chuyền nữ Ninh Bình cũng đóng trụ sở ở thành phố Hoa Lư và luyện tập tại Nhà thi đấu Ninh Bình.
Năm 2021, khi vừa thành lập với tên gọi Ninh Bình Doveco, đội đã gây bất ngờ tại Giải vô địch bóng chuyền quốc gia Việt Nam 2021 khi đứng nhì bảng giai đoạn 1 và đạt hạng ba Cúp Hùng Vương 2021,  rồi Tốp 4 chung cuộc. Mùa giải 2022, Ninh Bình đưa về những tuyển thủ quốc gia chất lượng như: Đinh Thị Thúy, Lê Thanh Thúy, Bùi Vũ Thanh Tuyền, Nguyễn Thị Trinh, Lưu Thị Huệ,... và tiếp tục giành hạng 4 chung cuộc. Mùa giải 2023, đội có nhà tài trợ mới là Ngân hàng Thương mại Cổ phần Bưu điện Liên Việt, chính thức đổi tên thành LP Bank Ninh Bình. Đội đã xuất sắc giành được chức vô địch quốc gia lần đầu tiên trong lịch sử khi đánh bại Hóa chất Đức Giang trong trận chung kết.

## Quá trình hình thành
Ninh Bình là địa phương đang sở hữu đội bóng chuyền nam hàng đầu quốc gia là Tràng An Ninh Bình, và nơi đây cũng sản sinh ra nhiều vận động viên bóng chuyền nữ đang thi đấu ở  Giải vô địch bóng chuyền Việt Nam, tiêu biểu như ở đội bóng chuyền đương kim vô địch nữ quốc gia 2020 là  Thông tin Liên Việt PostBank có đội trưởng Bùi Thị Ngà, libero Lưu Thị Ly Ly và chủ công Phạm Thị Hồng Nhung hay đội Á quân quốc gia 2020 Hóa chất Đức Giang Hà Nội có phụ công Trịnh Thị Huyền,... Nắm bắt được việc đội bóng Truyền hình Vĩnh Long đang gặp khó khăn và có ý định giải thể từ mùa giải 2021, Ninh Bình đã quyết định thương thảo để đưa suất tham dự giải vô địch quốc gia về địa phương này.
Ngày 22/2/2021, tỉnh Ninh Bình có quyết định phê duyệt đề án thành lập và phát triển Đội bóng chuyền nữ Ninh Bình. Theo đó, số vận động viên của Đội tuyển bóng chuyền nữ Ninh Bình khi thành lập sẽ thông qua việc chuyển nhượng của Đội bóng chuyền nữ Truyền hình Vĩnh Long kết hợp với nguồn nhân lực từ việc tuyển chọn, đào tạo năng khiếu địa phương. Trong kế hoạch xây dựng và hoạt động đội bóng, Ninh Bình cũng đã đề ra mục tiêu cụ thể đến năm 2025 đội bóng sẽ nằm trong top 4 đội dẫn đầu giải vô địch quốc gia, và có VĐV được vào đội tuyển quốc gia.
Tuy nhiên, thành công lại đến với đội bóng này nhanh hơn rất nhiều so với kì vọng của ban lãnh đạo. Đội đoạt chức vô địch quốc gia năm 2023, và đến ngày 27 tháng 9 năm 2024, đội giành tấm vé lịch sử tham dự Giải bóng chuyền nữ vô địch các câu lạc bộ thế giới sau khi đánh bại câu lạc bộ Kuanysh của Kazakhstan với tỉ số 3–1 tại trận bán kết Giải bóng chuyền nữ vô địch các câu lạc bộ châu Á 2024. Đây là năm thứ 2 liên tiếp Việt Nam có đội giành quyền tham dự giải đấu này sau đội tuyển Việt Nam (dưới tên gọi Sport Center 1) năm 2023, đồng thời trở thành câu lạc bộ chính thức đầu tiên của Việt Nam tham gia sân chơi đấu trường thế giới dưới cấp độ câu lạc bộ. 

## Thành tích huy chương
Tại Giải bóng chuyền vô địch quốc gia Việt Nam:
- Vô địch các mùa giải: 2023
- Á quân các mùa giải: chưa có
- Hạng ba các mùa giải: 2024

Tại Giải bóng chuyền cúp Hoa Lư:
- Vô địch các mùa giải: 2024, 2025
- Á quân các mùa giải: chưa có
- Hạng ba các mùa giải: 2022, 2023

Tại Giải bóng chuyền cúp Hùng Vương:
- Vô địch các mùa giải: 2025
- Á quân các mùa giải: 2023, 2024
- Hạng ba các mùa giải: 2021

Tại Đại hội TDTT toàn quốc:
- Vô địch các mùa giải: chưa có
- Á quân các mùa giải: chưa có
- Hạng ba các mùa giải: 2022

Tại Giải bóng chuyền nữ quốc tế cúp VTV9 – Bình Điền:
- Vô địch các mùa giải: chưa có
- Á quân các mùa giải: 2024
- Hạng ba các mùa giải: chưa có

Tại Giải bóng chuyền Cúp Liên Việt Post Bank: 
- Vô địch các mùa giải: 2022[6]

Tại Giải bóng chuyền Quân đội mở rộng:
- Á quân các mùa giải: 2022[7]

Tại Giải vô địch bóng chuyền các câu lạc bộ AVC:
- Á quân các mùa giải: 2024

Đây là thành tích trong lịch sử thuộc về đội bóng Truyền hình Vĩnh Long:
- Vô địch Giải đấu tranh cúp Sanatech - Bến Tre 2019.[8]
- Vô địch Cúp Truyền hình Vĩnh Long 2019.[9]
- Vô địch Giải Bóng chuyền quốc tế Cúp Arirang - Vĩnh Long năm 2016.[10]
- Vô địch cúp Đức Long Gia Lai 2010 (chung kết lượt đi Giải bóng chuyền VĐQG Việt Nam).
- Á quân cúp Hùng Vương 2010.
- Á quân Cúp Truyền hình Vĩnh Long 2018.[11]
- Hạng 3 Giải bóng chuyền nữ các đội mạnh toàn quốc Cúp Đắk Nông năm 2016.[12]

## Đội hình thi đấu

### Đội hình hiện tại
Tính đến năm 2025
- Huấn luyện viên:  Thái Thanh Tùng.[13]
- Trợ lý:  Nguyễn Xuân Thành, Phan Quốc Hội

| Số áo | Họ và tên             | Vị trí     | Chiều cao (m) | Cân nặng (kg) | Năm sinh |
| ----- | --------------------- | ---------- | ------------- | ------------- | -------- |
| 1     | Dương Thị Yến Nhi     | Libero     | 1,62          | 50            | 2000     |
| 2     | Lê Lê Bách Hợp        | Chuyền hai | 1,73          | 61            | 2006     |
| 3     | Nguyễn Thị Thanh Diệu | Libero     | 1,61          | 62            | 1997     |
| 5     | Bùi Thị Ánh Thảo      | Chủ công   | 1,70          | 52            | 2009     |
| 6     | Nguyễn Thị Kim Liên   | Libero     | 1,59          | 60            | 1993     |
| 7     | Nguyễn Thị Hoài Mi    | Chuyền hai | 1,76          | 63            | 1995     |
| 8     | Lê Thanh Thúy         | Phụ công   | 1,80          | 64            | 1995     |
| 9     | Vi Thị Yến Nhi        | Chuyền hai | 1,74          | 62            | 2002     |
| 10    | Nguyễn Thị Bích Tuyền | Đối chuyền | 1,88          | 60            | 2000     |
| 11    | Nguyễn Thu Hà         | Phụ công   | 1,73          | 60            | 1993     |
| 12    | Nguyễn Thị Uyên       | Chủ công   | 1,82          | 70            | 1999     |
| 14    | Miroslava Paskova     | Chủ công   | 1,80          | 69            | 1996     |
| 15    | Nguyễn Thị Trinh      | Phụ công   | 1,80          | 68            | 1997     |
| 16    | Đinh Thị Thúy         | Chủ công   | 1,75          | 61            | 1998     |
| 17    | Bùi Thị Bích Nga      | Chủ công   | 1,75          | 57            | 1997     |
| 18    | Lưu Thị Huệ           | Phụ công   | 1,85          | 65            | 1999     |